# Amphechinus
Amphechinus és un gènere extint de mamífers eulipotifles de la família dels erinacèids que tingueren una amplíssima distribució entre l'Eocè superior i el Plistocè. Se n'han trobat restes fòssils a Alemanya, Àustria, el Canadà, Eslovàquia, Espanya, els Estats Units, França, Grècia, el Kazakhstan, Kenya, Mongòlia, Namíbia, el Pakistan, Rússia, Suïssa i la Xina. Les espècies primitives d'aquest gènere eren comparativament petites i tenien el crani arrodonit, el musell estret i la mandíbula allargada i poc profunda.